# Districtul Thap Sakae
Thap Sakae (în thailandeză ทับสะแก) este un district (Amphoe) din provincia Prachuap Khiri Khan, Thailanda, cu o populație de 47.645 de locuitori și o suprafață de 538,0 km².

## Componență
Districtul este subdivizat în 6 subdistricte (tambon), care sunt subdivizate în 65 de sate (muban).
| Nr. | Nume        | În thailandeză | Sate | Locuitori |
| --- | ----------- | -------------- | ---- | --------- |
| 1.  | Thap Sakae  | ทับสะแก         | 11   | 10,397    |
| 2.  | Ang Thong   | อ่างทอง         | 11   | 08,570    |
| 3.  | Na Hu Kwang | นาหูกวาง        | 13   | 08,370    |
| 4.  | Khao Lan    | เขาล้าน         | 11   | 08,229    |
| 5.  | Huai Yang   | ห้วยยาง         | 13   | 08,239    |
| 6.  | Saeng Arun  | แสงอรุณ         | 06   | 03,840    |